# Kościół św. Józefa w Trzcinnej
Kościół św. Józefa w Trzcinnej – katolicki kościół parafialny zlokalizowany we wsi Trzcinna w gminie Nowogródek Pomorski, w powiecie myśliborskim (województwo zachodniopomorskie).

## Historia i architektura
Neogotycki kościół został wybudowany w 1898 roku, na miejscu wcześniejszej, średniowiecznej świątyni. Położony na wzniesieniu, jest budowlą salową, murowaną z cegły, nietynkowaną. Prostokątna nawa zakończona jest mniejszym, prostokątnym prezbiterium wspartym przyporami i nakrytym trójspadowym dachem. Od południowej strony do prezbiterium dostawiona jest czworoboczna przybudówka, mieszcząca zakrystię. Wschodni szczyt nawy wieńczą sterczyny. Otwory okienne mają formę ostrołukową. Od zachodu do kościoła przylega wieża z ostrołukowymi oknami i zegarem, zwieńczona strzelistym hełmem zakończonym kulą z krzyżem. W przyziemiu wieży znajduje się ostrołukowy, uskokowy portal wejściowy. W narożu wieży dostawiona jest cylindryczna baszta.
Wnętrze kościoła nakrywa drewniany, podwyższony strop. W zachodniej części nawy znajduje się drewniana empora chórowa z prospektem organowym. Łuk tęczowy i boczne ściany prezbiterium pokryte są malowidłami. W oknie prezbiterium wstawiony jest witraż. Zachowały się dwa XIX-wieczne świeczniki wiszące, ławki i chrzcielnica. 
Po II wojnie światowej kościół został konsekrowany jako świątynia katolicka w dniu 19 maja 1946 roku przez ks. Jana Wojtysiaka.